# Sélitba (Khvalinsk)
|  | Per a altres significats, vegeu «Sélitba». |

Sélitba (en rus: Селитьба) és un poble de l'óblast de Saràtov, a Rússia, segons el cens del 2010 tenia 209 habitants. Pertany al districte municipal de Khvalinsk.